# Rhopalomyia anthophila
Rhopalomyia anthophila is een muggensoort uit de familie van de galmuggen (Cecidomyiidae). De wetenschappelijke naam van de soort is voor het eerst geldig gepubliceerd in 1869 door Osten Sacken.